# يوشيماسا هوسويا
يوشيماسا هوسويا (細谷佳正 هوسويا يوشيماسا) هو مؤدي أصوات ياباني ولد في 10 فبراير 1982 في أونومیجي, هیروشیما.

## أدواره في الأنمي

### مسلسلات أنمي تلفزيونية
- كاتاناغاتاري - ياسوري شيتشيكا
- ناروتو شيبودن - كيغيري، هامورا أوتسوتسوكي
- ميد ساما! - ريونوسكي كوروساكي
- سنغوكو باسارا - الأخ الأكبر من ثلاثي ميوشي
- الرمية الكبرى - يوشيوكي ماتسودا
- الرمية الكبرى: بطولة الصيف - يوشيوكي ماتسودا
- ماذا لو كانت مديرة بيسبول الثانوية تقرأ "الإدارة" من تأليف دراكر - جون هوشيدي
- ليفل E - يوكيتاكا تسوتسوي
- NO.6 - نيزومي
- أمير التنس الجديد - كورانوسكي شيرايشي
- أبولو على المنحدر - سينتارو كاوابوتشي
- ماغي: The Labyrinth of Magic - مسرور
- ماغي: The Kingdom of Magic - مسرور
- هجوم العمالقة - راينر براون
- هجوم العمالقة Season 2 - راينر براون
- هجوم العمالقة Season 3 - راينر براون
- هجوم العمالقة The Final Season - راينر براون
- هجوم العمالقة: الثانوية - راينر براون
- كرة سلة كوروكو - جونبي هيوغا
- فالفريف الثوري - إكس-آين
- تشايكا أميرة التابوت - آلفريك جيليت
- تشايكا أميرة التابوت AVENGING BATTLE - آلفريك جيليت
- بلاك بوليت - تاماكي كاتاغيري
- أص الديناري - تيتسويا يوكي
- كنز نانانا ريوغاجو - تيتسونوشين تسوجيمي
- فري! Eternal Summer - سوسوكي يامازاكي
- أكامي غا كيل! - ويف
- هايكيو!! - أساهي أزوماني
- هايكيو!! الموسم الثاني - أساهي أزوماني
- هايكيو!! ثانوية كاراسونو في مواجهة أكاديمية شيراتوريزاوا - أساهي أزوماني
- هايكيو!! TO THE TOP - أساهي أزوماني
- تيرافورمارز - أكاري هيزامارو
- تيرافورمرز ريفنج - أكاري هيزامارو
- معارك القوى الغريبة في حياتنا اليومية - شيزومو ساغامي
- شو باي روك!! - روم
- شو باي روك!!# - روم
- بطولات أرسلان - داريون
- بطولات أرسلان: رقصة العاصفة الترابية - داريون
- هل من الخطأ التعرف على الفتيات في الدانجون؟ - فيلف كروزو
- هل من الخطأ التعرف على الفتيات في الدانجون؟ II - فيلف كروزو
- هل من الخطأ التعرف على الفتيات في الدانجون؟ III - فيلف كروزو
- حماس كرة القدم - أوزو فورويا
- ألدنوا زيرو - جون هيومراي
- البدلة المتنقلة جاندام: أيتام الدم الحديدي - أورغا إيتسوكا
- أوشيو و تورا - ناغاري أكيبا
- أكاديميتي للأبطال - فوميكاغي توكويامي
- غريمغار عالم الرماد و الأوهام - هاروهيرو
- المعلم الأوتاكو - سيجورو نانامي
- أول آوت!! - تاكويا سيكيزان
- ون بنش مان - إيايان
- بطولات فارس فاشل - كوراودو كوراشيكي
- بونغو ستراي دوغز - دوبو كونيكيدا، الملك الأزرق
- سيراف النهاية: معركة ناغويا - ماكوتو نارومي
- بوبوكي بورانكي - إبيزو إيفانز
- بوبوكي بورانكي: عمالقة الكوكب - إبيزو إيفانز
- لعبة الجوكر - أوداغيري
- موب سايكو 100 - تينغا أونيغاوارا، ساكوراي
- موب سايكو 100 II - تينغا أونيغاوارا، ساكوراي
- متاعب سايكي كوسوؤو - آرين كوباياسو
- دانغانرونبا 3: نهاية أكاديمية قمة الأمل - كازويتشي سودا
- هندريد - جودار هارفي
- أسد آذار - يوسكي تاكاهاشي
- نانباكا - موساشي
- يوري أون آيس - أوتابيك ألتين
- البلدة حيث تعيش - هاروتو كيريشيما
- WWW.ووركينغ!! - كوكي سايكي
- مجموعة جونجي إيتو - كويتشي، أودا، شويتشي ماكيتا، آوياما، جو، هيكارو شيباياما، كاميدا
- هاكيو هوشين إنغي - كو هيكو
- كاليغولا - كوتارو توموي
- أكاديمية جليسي الأطفال - هيرويوكي إينوي
- غولدن كاموي - غينجيرو تانيغاكي
- ديفلز لاين - تاكاشي ساوازاكي
- ميغالوبوكس - جانكدوغ/جو
- يوغي ZEXAL - كواترو
- يوغي ARC-V - ديكلان أكابا
- بلاك كلوفر - كياتو
- فيري غون - ولفران رو
- أسترا في الفضاء - كاناتا هوشيجيما
- إد: إنفيديد - فونيتارو موموكي
- كاكيغوروي xx - إيبارا أوبامي
- سيف قاتل الشياطين - زميل زينيتسو
- ياشاهيمي: أميرة أنصاف الشياطين - كيرينمارو، أوسامو كيرين

### أنمي الإنترنت
- بوكيمون جينيريشنز - لانس

### أوفا أنمي
- أمير التنس: البطولة المحلية - كورانوسكي شيرايشي
- هجوم العمالقة: زوار مفاجئون - راينر براون
- هجوم العمالقة: محنة - راينر براون

### أفلام أنمي
- هال - هال
- سلسلة أفلام ديجيمون أدفنتشر تراي
  - ديجيمون أدفنتشر تراي الفصل الأول: لم الشمل - ياماتو "مات" إيشيدا
  - ديجيمون أدفنتشر تراي الفصل الثاني: العزيمة - ياماتو «مات» إيشيدا
  - ديجيمون أدفنتشر تراي الفصل الثالث: الاعتراف - ياماتو «مات» إيشيدا
  - ديجيمون أدفنتشر تراي الفصل الرابع: الفقدان - ياماتو «مات» إيشيدا
  - ديجيمون أدفنتشر تراي الفصل الخامس: التعايش - ياماتو «مات» إيشيدا
  - ديجيمون أدفنتشر تراي الفصل السادس: مستقبلنا - ياماتو «مات» إيشيدا
- ديجيمون أدفنتشر: التطور الأخير للروابط - يامن
- إمبراطورية الجثث - جون إتش واتسون
- بونغو ستراي دوغز DEAD APPLE - دوبو كونيكيدا
- هاي سبيد! فري! ستارتنغ ديز - سوسكي يامازاكي
- فري! تايمليس ميدلي - سوسكي يامازاكي
- فري! تيك يور ماركز - سوسكي يامازاكي
- أكاديميتي للأبطال ذا موفي: البطلين - فوميكاغي توكويامي
- أكاديميتي للأبطال ذا موفي: هيروز: رايزينغ - فوميكاغي توكويامي
- هل من الخطأ التعرف على الفتيات في الدانجون؟: سهم أوريون - فيلف كروزو
- ماكيا: عندما تزهر زهرة الوعد - لانغ

## أدواره في ألعاب الفيديو
- تيلز أوف إكسيليا 2 - كايل
- دانغانرونبا 2: غودباي ديسبير - كازويتشي سودا
- فاير إمبلم أويكينينغ - أفاتار، مارك (ذكر)
- فاير إمبلم فيتس - شيغوري
- أكاديميتي للأبطال: باتل فور أول - فوميكاغي توكويامي
- ماي هيرو ونز جاستيس - فوميكاغي توكويامي
- ماي هيرو ونز جاستيس 2 - فوميكاغي توكويامي
- أرسلان: ذا واريورز أوف ليجند - داريون
- هايكيو!! رابط! طلة القمة!! - أساهي أزوماني
- هايكيو!! كروس تيم ماتش! - أساهي أزوماني
- زيرو إسكيب: فيرتشوز لاست ريوارد - ديو
- طوكيو ميراج سيشنز شارب إف إي - ياشيرو تسوروغي
- دراغون كويست هيروز II - أنجيلو
- إيتاداكي ستريت: دراغون كويست آند فاينل فانتسي ثيرتيث أنيفيرساري - أنجيلو

## أدواره في الدبلجة اليابانية
- الشفق - جيكب بلاك
- ملحمة الشفق: قمر جديد - جيكب بلاك
- ملحمة الشفق: خسوف - جيكب بلاك
- إيجل آي - جيري شو
- ذا لاست إيربندر - سوكا
- الآن أنت تراني - جاك وايلدر
- كاري - تومي روس

## وصلات خارجية
- يوشيماسا هوسويا على موقع IMDb (الإنجليزية)
- يوشيماسا هوسويا على موقع ألو سيني (الفرنسية)
- يوشيماسا هوسويا على موقع ميوزك برينز (الإنجليزية)
- يوشيماسا هوسويا على موقع قاعدة بيانات الفيلم (الإنجليزية)
- يوشيماسا هوسويا على موقع كينوبويسك (الروسية)
- يوشيماسا هوسويا على موقع كينوبويسك (الروسية)
- يوشيماسا هوسويا على موقع ANN person (الإنجليزية)